# مانابو واكاباياشي
مانابو واكاباياشي (باليابانية: 若林 学) (3 يونيو 1979 في اليابان – )؛ هو لاعب كرة قدم ياباني سابق كان يلعب كمهاجم.

## وصلات خارجية
- مانابو واكاباياشي على موقع رابطة كرة القدم اليابانية للمحترفين (اليابانية)
- مانابو واكاباياشي على موقع قاعدة بيانات كرة القدم.إي يو (الإنجليزية)
- مانابو واكاباياشي على موقع Soccerway.com (الإنجليزية)
- مانابو واكاباياشي على موقع عالم كرة القدم.نت (الإنجليزية)